# Culture de Taïwan
La culture taïwanaise (des 23 500 000 Taïwanais environ en 2018, et davantage en raison de la diaspora chinoise) est un mélange hybride de cultures confucianiste, Han Chinois, japonaise, européenne, américaine, et de celle des aborigènes taïwanais, souvent perçu dans un sens à la fois traditionnel et moderne. L'expérience sociopolitique commune à Taïwan a développé peu à peu une identité culturelle taïwanaise et une sensation de conscience culturelle taïwanaise, qui ont été largement été débattues à Taïwan,,.
Reflétant la controverse continuelle entourant le statut politique de Taïwan, la politique continue à jouer un rôle dans la conception et le développement d'une identité culturelle taïwanaise, surtout dans le cadre dominant préalable d'un dualisme taïwanais et Chinois.
Ces dernières années, le concept de multiculturalisme taïwanais a été proposé comme une vue alternative relativement apolitique, qui tient compte de l'inclusion de continentaux et d'autres groupes de minorités dans la redéfinition continuelle de la culture taïwanaise comme modèle de pensée et de comportement partagé par le peuple de Taïwan,.

## Langues et populations
- Langues à Taïwan
- Langues de Taïwan
  - Langues chinoises, taïwanais (70 %), Système de romanisation taïwanais
  - Langues formosanes (Langues austronésiennes)
  - Langues bataniennes, dont le yami
- Démographie de Taïwan (23 508 428 habitants environ en 2017) (3 millions (1905),  10 (1990))
  - Groupes ethniques de Taïwan
    - Han (22 000 000)
      - dont Han Hoklo / Hokkien (originaires du Fujian) (16 000 000)

    - Aborigènes de Taïwan (2 %, en 2011), Liste des groupes ethniques aborigènes de Taïwan (en)
    - Peuples autochtones des plaines de Taïwan (en) (Pingpu, Pepo)
    - Indonésiens à Taïwan (en)
    - Russes à Taïwan (en)
    - Mongols à Taïwan (en)
    - Juifs à Taïwan (en)

## Traditions

### Religion
Le bouddhisme, dans ses formes traditionnelles ou contemporaines, est la religion dominante (35 %) à Taïwan au XXIe siècle : bouddhisme à Taïwan.
La principale forme de croyance religieuse à Taïwan est un mélange de bouddhisme (35 %), taoïsme (33%) et de religion traditionnelle chinoise, incluant le culte des ancêtres. Néanmoins, on trouve également des adeptes de chacune de ces religions.
Les églises chrétiennes (3,9 %) sont actives à Taïwan depuis de nombreuses années, dont une majorité de protestants (2,6 % de la population se considèrent comme protestants). L'église presbytérienne de Taïwan en particulier a été très active pour la promotion des droits de l'homme et de l'usage de la langue taïwanaise écrite et parlée (notamment en créant le pe̍h-ōe-jī, une transcription latine du taïwanais, à l'origine du système de romanisation taïwanais) pendant l'occupation japonaise, mais également pendant la période de loi martiale de la République de Chine, durant laquelle seul l'usage du mandarin était légalement autorisé. L'église presbytérienne est de ce fait souvent associée à la campagne de taïwanisation du pays et de la coalition pan-verte.
Plusieurs organisations religieuses taïwanaises ont étendu leurs opérations au-delà des frontières de leur pays d'origine.Buddha's Light International Association, Tzu Chi et Fo Guang Shan par exemple sont présentes dans le monde entier.
Selon le CIA World Factbook, 93 % des Taïwanais se déclarent bouddhistes ou taoïstes, 4,5 % chrétiens et 2,5 % d'autres religions.

#### Autres courants, minorités et autorités
- Wang Ye, ancienne croyance
- Hsing-Yun (1927-), Cheng Yen (1931-), Shengyan (1931-2009)
- Christianisme à Taïwan (3,9 %) : protestantisme, catholicisme, Orthodoxie orientale à Taïwan (en), presbytérianisme, mormonisme, adventisme...
  - Liste de cathédrales à Taïwan (en)
- Nouvelles religions chinoises
  - Quanzhen Dao,Voie de la Parfaite Complétude, source de la majorité des nouvelles religions chinoises
  - Ikuan Tao ou Yiguandao (3,5 %)
  - Tiandiisme (en) (2,2 %)
  - Grande Voie de Maitreya (Mile Da dao) (1,1 %), fondateur : Wang Hao-te (en) (1921-1999), bouddhiste
  - Weixinisme (300 000 fidèles), Hun Yuan,
  - Zailiisme (en) (0,8 %) (Baiyidao, Bafangdao, Liisme), taoïste, fondateur : Yang Zai (1621-1754)
  - Xuanyuandao (Xuanyuanisme, Huangdiisme) (0,7 %), fondateur : Wang Hansheng (1899-1989)
    - T'ung-shan She
    - Daoyuan (Guiyidao, Daodeshe, Salutisme précosmique)

  - Luanisme (en), variante de confucianisme (shenisme)
- Islam à Taïwan (45 000 fidèles nationaux et 300 000 étrangers) (<1 % environ), Liste de mosquées de Taïwan
- Shintoisme à Taïwan (en), grand sanctuaire shinto de Taiwan-jingū, Liste de temples shinto à Taïwan (en)
- Mahikari (en) (Vraie Lumière), fondateur : Yoshikazu Okada (en) (1901-1974), Shinshūkyō
- Foi baha'ie à Taïwan (en)
- Histoire des Juifs à Taïwan (en), Histoire des Juifs en Chine
- Liberté de religion à Taïwan (en) (>18 % de non-croyants déclarés)

### Symboles
- Armoiries de Taïwan, Drapeau de Taïwan
- San Min Chu-i, hymne national de Taïwan

### Folklore
- Folklore taïwanais, sur le blog français de Radio Taiwan International (RTI)

### Fêtes

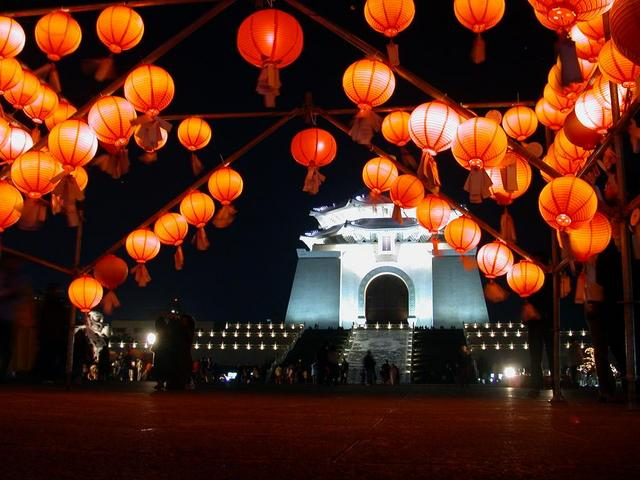

- Jour fériés à Taïwan (en)[10]
- Journée nationale de la République (en), commémoration du 10 octobre 1911
- Festival international des cultures austronésiennes
- Fête des lanternes, Danse du dragon, Danse du lion...

## Société
- Autochtones de Taïwan[11]
- Liste d'inventions et découvertes de Taïwan (en)
- Liste de groupes ethniques aborigènes à Taïwan (en)
- Jeux à Taïwan (en)

### Famille
- Naissance
- Nom
- Mariage
- Mort, funérailles

### Droit
- Droits humains à Taïwan (en)
- Trafic d'êtres humains à Taïwan (en)
- Prostitution à Taïwan (en)
- Criminalité à Taïwan (en)
- Criminalité à Taipei (en)
- Liste de massacres à Taïwan (en)

### Éducation
- Éducation à Taïwan (en)
- Liste d'universités à Taïwan (en)
- Academia sinica
- Alliance universitaire UETW
- Asia Major
- Scientifiques taïwanais

## Arts de la table

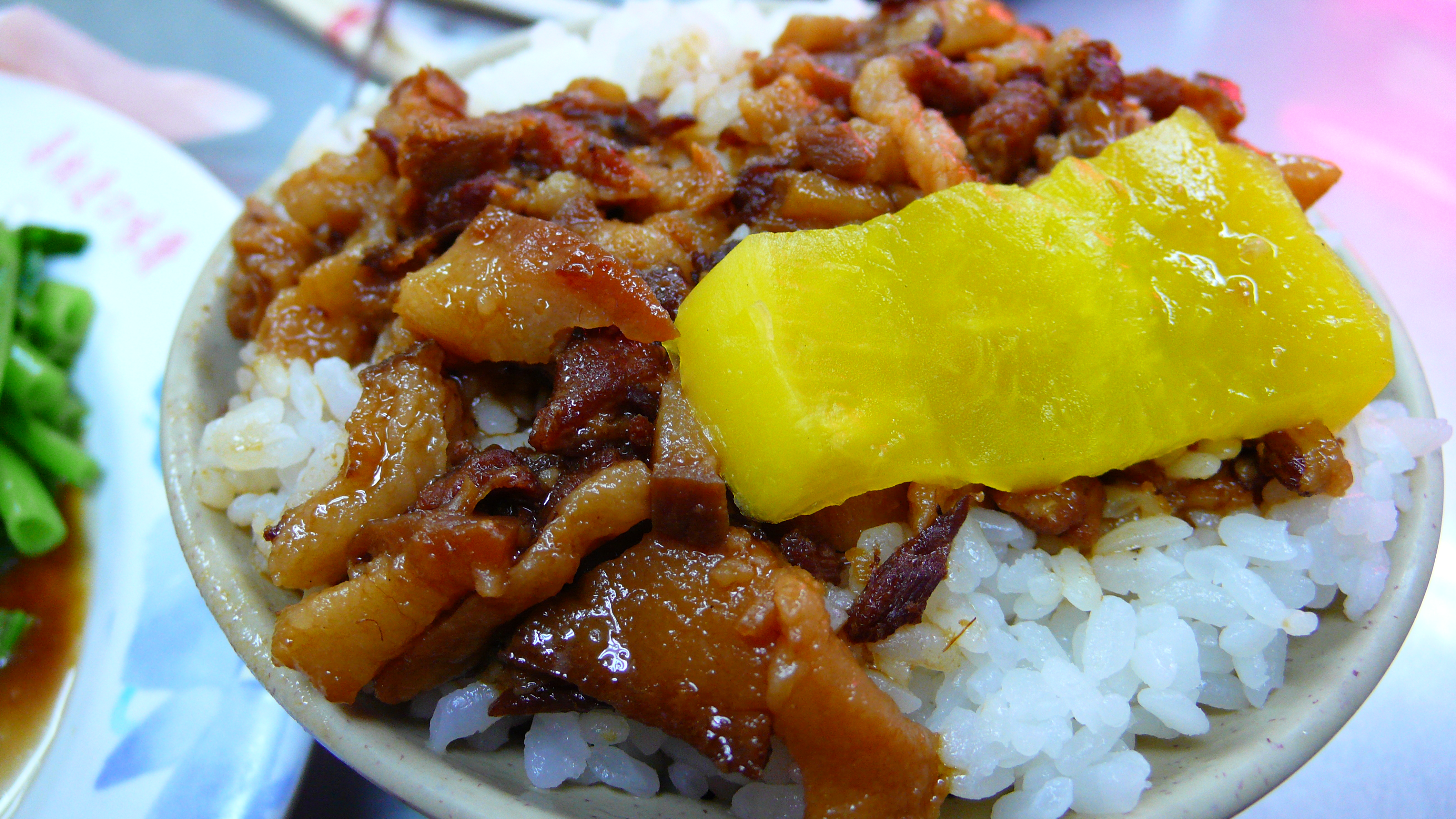
, porc mijoté sur un bol de riz.

La cuisine de Taïwan reflète l'histoire de l’île. Elle se compose de plats représentatifs de l'ethnie Hoklo, de plats aborigènes et hakka, et de dérivés locaux de la cuisine traditionnelle chinoise tels que la soupe de nouilles au bœuf.

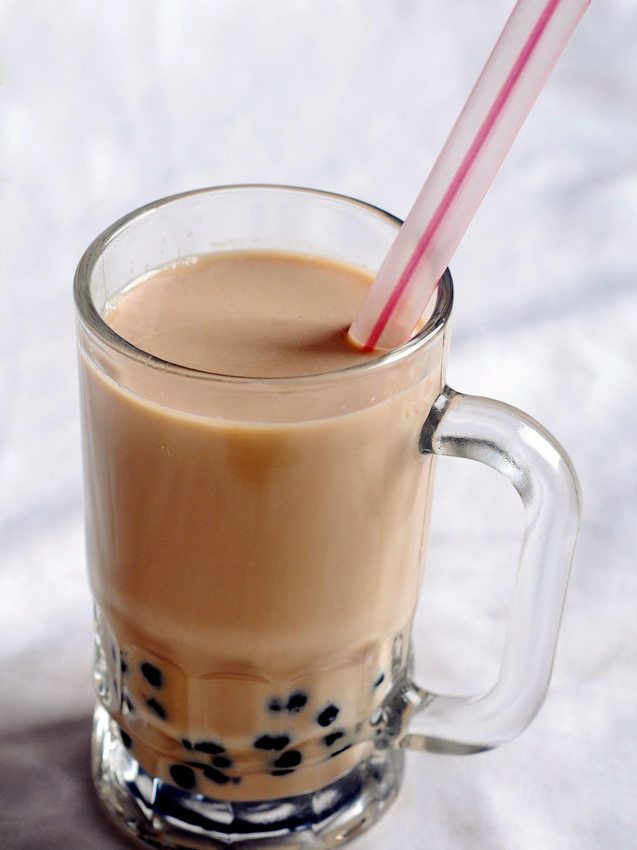
Thé aux perles.

La cuisine taïwanaise proprement dite est souvent associée à des influences de la Chine centrale et du sud, et tout particulièrement de la province du Fujian. Néanmoins, l'influence d'autres régions de la Chine peut se faire sentir également en raison de l'immigration de nombreux Chinois vers Taïwan à la fin de la Guerre civile chinoise. L'influence japonaise, à la suite de la période d'occupation de l'île, demeure notable. Toutes ces influences ont permis à Taïwan de développer une cuisine au style bien distinct.
La cuisine taïwanaise a commencé à pénétrer en Occident : le thé aux perles (aussi appelé thé aux bulles - bubble tea) est une boisson à base de thé, populaire et disponible dans de nombreuses parties du monde.

## Santé
- Service de santé à Taïwan (en)
- HIV/AIDS/SIDA à Taïwan (en)

### Sports

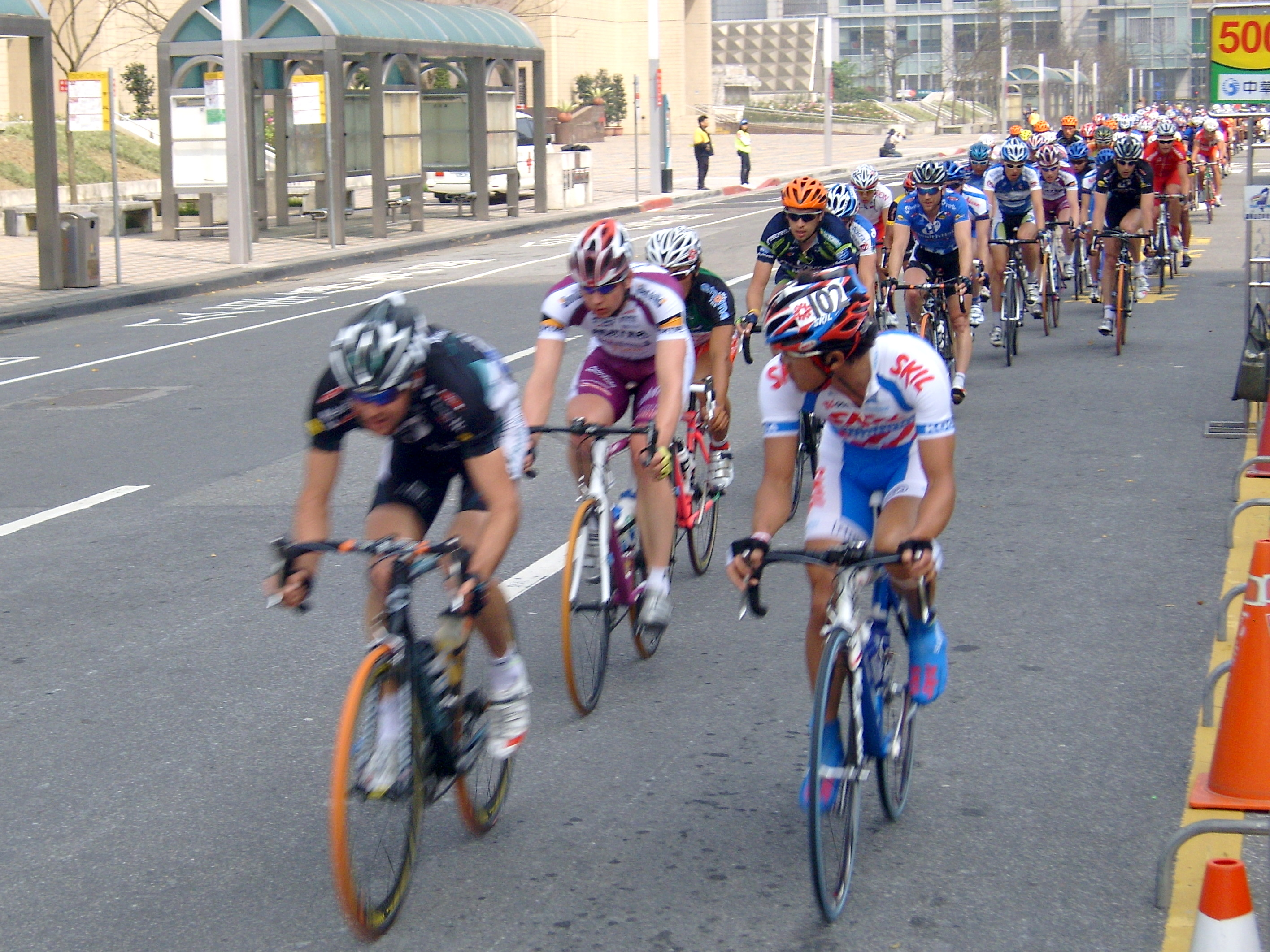
8e étape du Tour de Taïwan 2008, dans les rues de Taipei.

- baseball, basket ball, football, rugby, volley ball...
- tir à l'arc, badminton, cyclisme, tennis, tennis de table, cyclisme, marathon, taekwondo...
- Sportifs taïwanais
- Sportives taïwanaises

### Arts martiaux
- Arts martiaux chinois
- Liste des arts martiaux chinois
  - Wushu (sport)
  - Coq (art martial), Grue blanche (art martial)
  - Tai-chi-chuan
- Hung I-Hsiang (1925-1993)

## Littérature
- Littérature de Taïwan
- Écrivains taïwanais
- Liste d'écrivains taïwanais par ordre chronologique
- Littérature chinoise
- Littérature taïwanaise nativiste (en), Mouvement de littérature taïwanaise (en)
- Foire internationale du livre de Taipei
- Bibliothèque Nationale Centrale de Taïwan (en)
- Liste de bibliothèques à Taipei (en)

## Médias
- Télécommunications à Taïwan
- Médias de Taïwan (en)
- Censure à Taïwan, abolie en 1987
- Classement mondial de la liberté de la presse

Avant la libéralisation du pays dans les années 80, Taïwan était sous le coup d'une loi martiale avec une stricte limitation de la liberté de la presse.
Aujourd'hui, la liberté de la presse est garantie par la constitution de la République de Chine. Selon le rapport de Reporters sans frontières, Taïwan se situe en 2008 à la 36e place des pays sur la liberté de la presse, ex-æquo avec les États-Unis.
Les téléphones portables sont très populaires à Taïwan, avec un taux de pénétration autour de 100 %. En raison de leur forte utilisation, les téléphones à Taïwan ont de nombreuses fonctions et deviennent bon marché.

### Presse
- Liste de journaux de Taïwan (en)

### Radio
- Radio à Taïwan (en)

### Télévision
- Drama taïwanais
- Télévision à Taïwan (en)

### Internet (.tw)
- Internet à Taïwan

Les cybercafés qui sont très populaires auprès des adolescents qui y passent beaucoup de leur temps libre.

## Artisanat
- Artisanat d'art
- Objets artisanaux de Taïwan (à créer)
- Trésors nationaux vivants[12]

Les savoir-faire liés à l’artisanat traditionnel relèvent (pour partie) du patrimoine culturel immatériel de l'humanité. On parle désormais de trésor humain vivant.
Mais une grande partie des techniques artisanales ont régressé, ou disparu, dès le début de la colonisation, et plus encore avec la globalisation, sans qu'elles aient été suffisamment recensées et documentées.

### Textiles, cuir, papier
- Ombrelle en papier huilé (en) ;
- Tissage atayal[13] ;
- Qipao ou cheongsam, robe (féminine) longue chinoise traditionnelle (mandchoue) ;
- Changshan (en) ou changpao, robe longue (masculine) traditionnelle ;
- Hanfu.

### Bois, métaux
- Laiton : Kaohsiung
- Bois : Taipei, Jushan, Kuanmiao
- Sculpture sur bois : Sanyi

### Poterie, céramique, faïence
- Fabrication à Petou, Yingko

### Joaillerie, bijouterie, orfèvrerie
- Taipei
- Hualien : bijoux aborigènes

## Arts visuels
- Artistes taïwanais
- Artistes contemporains taïwanais
- Taipei National University of the Arts (en)

### Calligraphie
- Calligraphes : Hsu Yung Chin, Lin Mosei, Steve Lu, Puru (artiste), Tsai Ding Hsin, Yu Youren
- Calligraphie extrême-orientale

### Dessin
- Culture de Dapenkeng, au néolithique
- Rainbow Village (en)

### Peinture
- Peintres taïwanais

### Sculpture
- Sculpteurs taïwanais

### Architecture
L'architecture s'efforce de prendre en compte la culture et l'histoire du pays.
- Architectes taïwanais
  - Chen Chi-kwan, Han Pao-teh, Hsieh Ying-chun, Arthur Huang, Huang Baoyu, Lan Mu, C. Y. Lee
  - Charles Phu, Roan Ching-yueh, Wang Chiu-Hwa, C. P. Wang, Wang Da-hong, Xiu Zelan, Yang Cho-cheng, Kris Yao, Yeh Ken-chuang
- Liste de sites archéologiques à Taïwan (en)
- Architecture à Taïwan par siècle
- Bâtiments à Taïwan
- Monuments à Taïwan

### Photographie
- Photographie à Taïwan (en)

## Arts du spectacle
- National Center for Traditional Arts (NCFTA)

### Musique
- Musiciens taïwanais
- Musique taïwanaise
- Opéra taïwanais
- Orchestre national chinois de Taïwan
- Festival international de musique de Beigang
- Groupes de musique taïwanais
- Chanteuses taïwanaises
- Mandopop, Pop Mandarine
- T-pop, Taiwanese Pop ou Hokkien pop
- Rock taïwanais (en), Hohaiyan Rock Festival
- Liste des meilleures ventes d'albums à Taïwan (en)
- Metal bands de Taïwan (en)

Les artistes de musique pop les plus populaires sont Wang Lee-hom, Jay Chou, Show Luo, Jolin Tsai et David Tao. Certains ont acquis une notoriété internationale et effectué des tournées au Japon, en Malaisie ou à Singapour.

### Danse
- Chorégraphes taïwanais : Lin Mei-Hong, Lin Hwai-min (en), Man-fei (zh), Tsai Jui-yueh, Wu Pong-fong (en), Kuo Chu Wu (en)
- Danseuses taïwanaises : PeiJu Chien-Pott, Cynthia Khan, Claire Kuo, Lin Me hsiu, Lo Man-fei, Fang-Yi Sheu, Jolin Tsai, Tsai Jui-yueh
- Danseurs taïwanais : Liljay, Lin Hwai-min (en), Show Lo, Mao Di, Owodog, Prince Chiu, Wu Pong-fong, Ben Wu
- Danse en Chine, Danse du dragon, Danse du lion...
- Cloud Gate Dance Theatre (en)
- Le Prix Ramon Magsaysay a été assez peu décerné à des artistes taïwanais : à Jiang Menglin (1958), Lee Kwoh-ting (1968), Hsu Shih-chu (1969), Su Nan-cheng (1983), Ta-You Wu (1984), Diane Ying (1987), et au chorégraphe Lin Hwai-min (1999).

### Théâtre
- Theatre of China (en)
- Dramaturges chinois
- Metteurs en scène chinois, Sun Weishi (1920-1968)
- Opéra chinois, Opéras chinois
- Pièces de théâtre chinoises
- Académie d'étude du théâtre chinois
- (fr) La scène taïwanaise : quel théâtre !
- (en) Centre du théâtre traditionnel de Taïwan
- (en) U-Théâtre
- (en) National Taichung Theatre

### Autres scènes: marionnettes, mime, pantomime, prestidigitation
Les arts mineurs de scène, arts de la rue, arts forains, cirque, théâtre de rue, spectacles de rue, arts pluridisciplinaires, performances manquent encore de documentation pour le pays …
Pour le domaine de la marionnette, la référence est : Arts de la marionnette en Chine (pour Taiwan en partie), sur le site de l'Union internationale de la marionnette UNIMA).
- Marionnettistes taïwanais (en)
- Marionnette à gant
- L'art taïwanais d la marionnette
- Lin Lin-Hsin Puppet Theatre Museum (Taipei)[15]
- International Kaohsiung County Puppet Theater Festival[16]
- Taiyuan Puppet Theatre Company

### Cinéma
- Cinéma taïwanais
- Réalisateurs taïwanais, Scénaristes taïwanais
- Acteurs taïwanais, Actrices taïwanaises
- Liste d'actrices taïwanaises (en)
- Films taïwanais
- Festival du film de Taipei
- Golden Horse Film Festival and Awards
- Liste de candidatures des films taïwanais aux Oscars (en)
- Taiwan Film Institute (en)

Le réalisateur, producteur et scénariste Ang Lee est sans doute la figure la plus connue du cinéma taïwanais en raison des films qu'il a produit en Occident, qui lui ont rapporté un Oscar du cinéma.
Parmi la nouvelle vague de réalisateurs : Hou Hsiao-hsien, Edward Yang, Lin Cheng-sheng...

### Autres: art numérique
- Vidéo, Jeux vidéo, Art numérique, Art interactif
- Culture alternative, Culture underground
- Jeux vidéo développés à Taïwan

## Patrimoine
- Tourisme à Taïwan
- Liste des attractions touristiques de Taïwan

Les patrimoines naturel et culturel de Taïwan sont deux attraits importants du tourisme à Taïwan.
Le Centre Cultuel de Taïwan à Paris (CCTP) et l'Ambassade de France à Taïwan participent au rayonnement culturel de Taïwan,.
Le site gouvernemental Digital Museum of Taiwan Indigenous Peoples est une introduction aux pratiques culturelles des cultures tribales.

### Musées

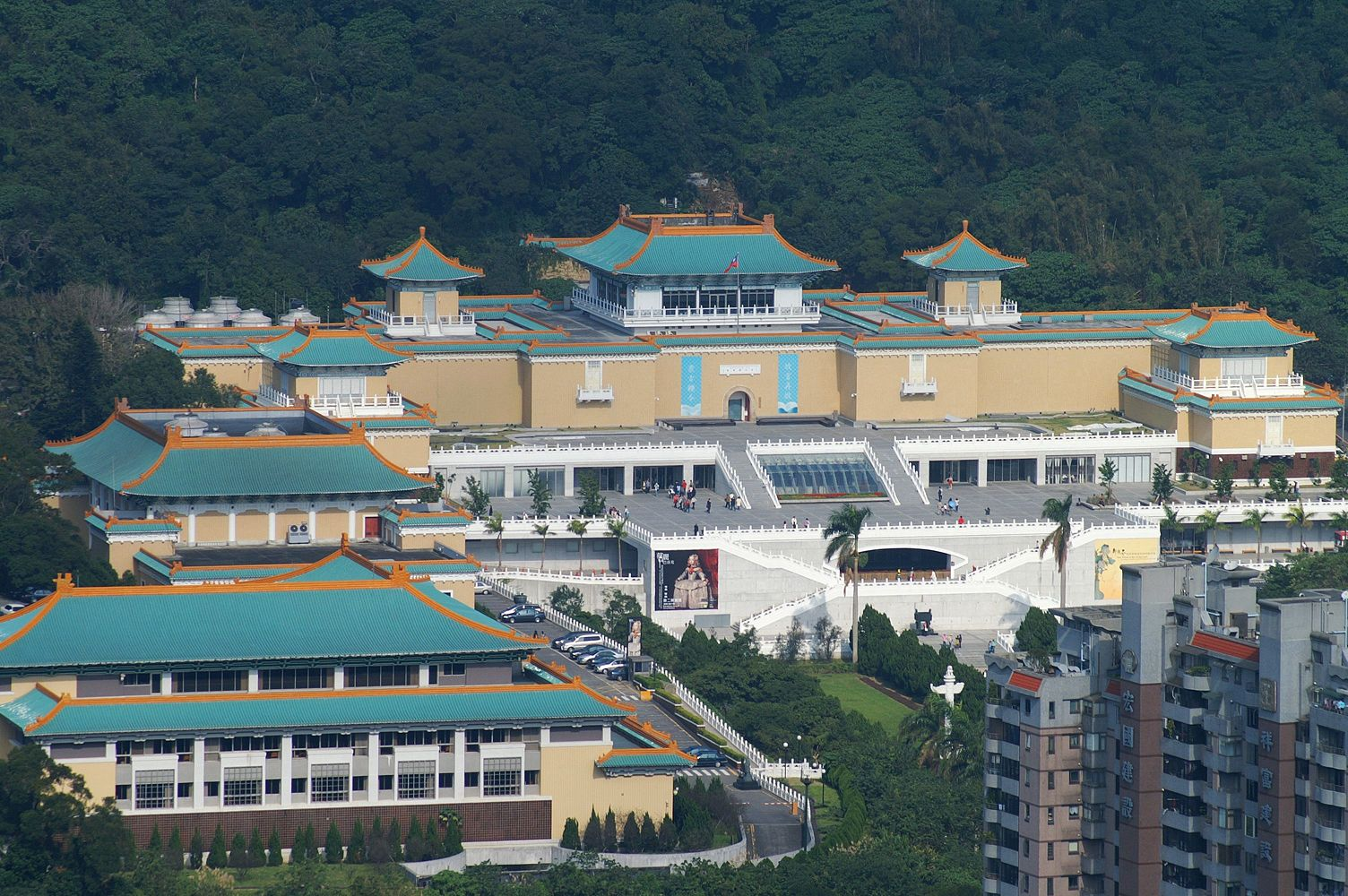
Musée national du Palais.

- Liste de musées à Taïwan (6), principalement à Kaohsiung, Taichung, Taipei, Nouveau Taipei :
  - Musée national du Palais
- Liste anglophone à peu près exhaustive de musées de Taïwan (en) (>200)[21]
- (en) Digital Musuem of Taiwan Indigenous People Musée numérique des peuples indigènes de Taiwan

### Liste du Patrimoine mondial
Le programme Patrimoine mondial (UNESCO, 1971) n'a rien inscrit dans sa liste du Patrimoine mondial au 12/01/2016. Taïwan ne participe pas à l'UNESCO.
Le Bureau du Patrimoine Culturel (du Ministère de la Culture) estime en 2012 qu'environ dix-huit sites naturels ou culturels pourraient être inscrits au Patrimoine mondial de l'UNESCO.

### Liste représentative du patrimoine culturel immatériel de l’humanité
Le programme Patrimoine culturel immatériel (UNESCO, 2003) n'a rien inscrit dans sa liste représentative du patrimoine culturel immatériel de l’humanité (au 12/01/2016). Taïwan ne participe pas à l'UNESCO.
Le Bureau du Patrimoine Culturel (du Ministère de la Culture) estime en 2012 que pourraient être inscrits environ dix réalités, dont, au moins :
- la fête des Fantômes,
- les récits oraux des Atayals,
- les chants polyphoniques des Bunun[24],
- le Beiguan,
- la fête des Moissons des Amis.

### Registre international Mémoire du monde
Le programme Mémoire du monde (UNESCO, 1992) n'a rien inscrit dans son registre international Mémoire du monde (au 15/01/2016). Taïwan ne participe pas à l'UNESCO.